# Jan van Campene
Jan van Campene was een Vlaams edelman en geus in de 16e eeuw.

## Leven
Hij was een jongere zoon van Jan van Campene, een rijke koopman van zijden laken in Gent. Jan junior groeide op in Leuven en verbleef in Parijs en Poitiers. Vervolgens ging hij werken in Brussel, eerst bij de advocaat Cornelis Wellemans, dan als klerk van de prinses van Arenberg en ten slotte als opperklerk van de kanselier van Brabant. 
Hij sloot zich aan bij de Geuzenrevolte tegen het Spaans-katholieke gezag, omarmde het calvinisme en keerde terug naar Gent om er geheimschrijver van het consistorie te worden. Op 10 februari 1568 werd hij voor de Raad van Beroerten gedaagd. Zijn katholieke broer Filips van Campene verscheen om uitstel te vragen, maar het resultaat was verbanning en vermogensconfiscatie. 
Tijdens de Gentse republiek werd Van Campene op 28 juni 1578 secretaris van de raad der Achttienmannen. Ook vormde hij met Lieven Sanders en Hector de Buck de opvolger van het afgeschafte geestelijk hof. Samen met Petrus Datheen was Van Campene de voornaamste adviseur van de radicale Jan van Hembyze. In juli 1578 trok hij naar het bisschoppelijk seminarie om er een Latijnse school volgens de leer van Calvijn te openen.
Na de val van Maastricht en Kortrijk emigreerde Van Campene in mei 1580 met zijn gezin naar Leiden. Vermoedelijk is hij in het noorden gebleven.